# ストーンドヘンジ
『ストーンドヘンジ』（Stonedhenge）は、イングランドのロック・バンド、テン・イヤーズ・アフターが1969年2月に発表したアルバム。通算3作目、スタジオ・アルバムとしては2作目に当たる。

## 背景
イギリス盤LPのジャケットには、朝日を浴びたストーンヘンジの絵が使用された。バンドは当初、本物のストーンヘンジの写真を使おうとしていたが、希望していた写真は使用できず、プロデューサーのマイク・ヴァーノンらは代わりの写真を撮影しようと現地へ向かったが、途中で警察の尋問を受けて、現地入りした頃には既に日が昇っており、意図していた通りの写真は撮れなかったという。
レオ・ライオンズ作の「ファロ」は、ビル・エヴァンス・トリオの一員として知られるジャズ・ベーシスト、スコット・ラファロに捧げられた曲である。

## 反響・評価
イギリスでは5週にわたり全英アルバムチャートでトップ100入りして、最高6位を記録し、バンド初の全英トップ10アルバムとなった。アメリカでは18週Billboard 200入りし、1969年4月12日付のチャートで最高61位を記録した。
Hal Horowitzはオールミュージックにおいて5点満点中3.5点を付け「この4人組は既に、基本に忠実なブギー・ロックの型からの発展を試みていた。プロデューサーのマイク・ヴァーノンが、バンドをよりジャズ及びブルース指向の方向性へ導いていった『ストーンドヘンジ』は、その成果である。そのことはスウィングしている"Woman Trouble"において特に顕著だが、このアルバムは概して、テン・イヤーズ・アフターの基本的なコンセプトを失うことなく、サウンドの幅が広がっている」と評している。

## 収録曲
特記なき楽曲はアルヴィン・リー作。
1. ゴーイング・トゥ・トライ - "Going to Try" - 4:51
2. リディアなしでは - "I Can't Live Without Lydia" (Chick Churchill) - 1:23
3. ウーマン・トラブル - "Woman Trouble" - 4:37
4. スクーブリー・ウーブリー・ドゥーボブ - "Skoobly-Oobly-Doobob" - 1:42
5. ヒア・ミー・コーリング - "Hear Me Calling" - 5:44
6. 悲しい歌 - "A Sad Song" - 3:23
7. スリー・ブラインド・マイス - "Three Blind Mice" (traditional/arranged by Ric Lee) - 0:58
8. 忘れられたタイトル - "No Title" - 8:12
9. ファロ - "Faro" (Leo Lyons) - 1:11
10. スピード・キルズ - "Speed Kills" (Alvin Lee, Mike Vernon) - 3:41

### 2002年リマスターCDボーナス・トラック
1. ヒア・ミー・コーリング（シングル・ヴァージョン） - "Hear Me Calling (Single version)" - 3:46
2. ウーマン・トラブル（USヴァージョン） - "Woman Trouble (US version)" - 4:51
3. アイム・ゴーイング・ホーム（シングル・ヴァージョン） - "I'm Going Home (Single version)" - 3:39
4. ブギー・オン - "Boogie On" - 14:26

## 参加ミュージシャン
- アルヴィン・リー - ボーカル、ギター、ピアノ、パーカッション
- チック・チャーチル - オルガン、ピアノ、チェレスタ
- レオ・ライオンズ - ベース、コントラバス、パーカッション
- リック・リー - ドラムス、ティンパニ、パーカッション

アディショナル・ミュージシャン
- マイク・ヴァーノン - ハーモニー・ボーカル
- サイモン・ステイブル - コンガ